# Gurgel Itaipu
 (décembre 2019).
Pour les articles homonymes, voir Itaipu (homonymie).
La Gurgel Itaipu E150 est une voiture électrique produite par le constructeur automobile brésilien Gurgel. L’Itaipu a été présentée au Salão do Automóvel en 1974, avec un début de production prévu en décembre 1975. Seules quelques exemplaires ont été produits et sont aujourd'hui des objets de collection. La vitesse de pointe des premiers prototypes était d'environ 30 km/h et les derniers modèles atteignaient les 60 km/h. Alors qu'une vingtaine de voitures de présérie ont été construites, le modèle n'a jamais été commercialisé. C’est la première voiture électrique construite en Amérique latine et ses spécifications sont comparables à des modèles similaires de l'époque comme la CitiCar. La voiture a été nommée d'après le barrage hydroélectrique situé à la frontière entre le Brésil et le Paraguay. 
Le design des voitures était unique, un biplace trapézoïdal très compact. La voiture elle-même ne pesait que 460 kg, les 320 kg restants correspondant aux batteries. Le nom « Itaipu » a été réutilisé pour un véhicule utilitaire plus grand en 1980, appelé Itaipu E400. Celui-ci était basé sur le Gurgel G800 à moteur Volkswagen.

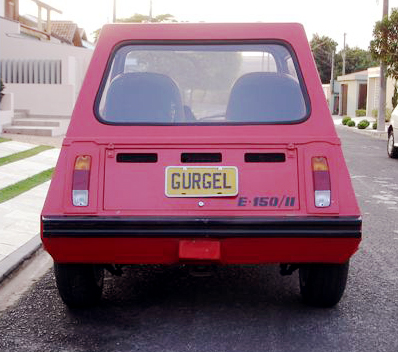
Vue arrière de l’Itaipu E150 / II.

## Crédit d'auteurs
- (en) Cet article est partiellement ou en totalité issu de l’article de Wikipédia en anglais intitulé « Gurgel Itaipu » (voir la liste des auteurs).